# ناهنجاری حقیقی

آنومالی حقیقی نقطهٔ P زاویه f است. C مرکز زاویه و F کانون است.

در مکانیک سماوی، ناهنجاری حقیقی (انگلیسی: True anomaly) پارامتری زاویه‌ای است و موقعیت جرمی را تعریف می‌کند که در راستای یک مدار کپلری حرکت کند. اگر مرکزیت زاویه را در یکی از کانون‌های بیضی مدار تصور کنیم، این پارامتر بین مسیر اوج و حضیض و موقعیت کنونی جرم قرار دارد.
ناهنجاری حقیقی معمولاً با حروف یونانی ν یاθ یا حرف لاتین f نشان داده می‌شود.
آنومالی حقیقی یکی از سه پارامتر زاویه‌ای (یا آنومالی)ای است که موقعیت یک جرم را در راستای یک مدار مشخص می‌کند. دو آنومالی دیگر عبارتند از آنومالی متوسط و آنومالی برون‌مرکزی.

## فرمول
برای یک مدار بیضی شکل:
{\displaystyle \nu =\arccos {{\mathbf {e} \cdot \mathbf {r} } \over {\mathbf {\left|e\right|} \mathbf {\left|r\right|} }}}
(اگر r ⋅ v < 0 آنگاه ν با2{\displaystyle \pi } − νجابجا شود)
که در آن:
- v بردار سرعت مداری،
- e بردار برون‌مرکزی،
- r بردار موقعیت مداری جرم